# Adam Kok III
Adam Kok III, né le 16 octobre 1811, mort le 30 décembre 1875 , fut un dirigeant griqua, un peuple d'Afrique du Sud.

## Biographie
Il est le fils d'Adam Kok II ; il grandit et est éduqué dans la ville de Philippolis, dans ce qui est à l'époque le Transorangia, qui deviendra le Griqualand Ouest. Son père meurt en 1835, et, après une querelle de succession avec son frère plus âgé Abraham, il assume le rôle de « chef tribal » à partir de 1837.
Après une série de conflits territoriaux avec le gouvernement colonial britannique de la colonie du Cap et les Boers de l'État libre d'Orange, Kok, suivi des siens, décide d'une migration (trek) à travers les montagnes du Drakensberg en 1861. À l'issue d'un voyage épique en plusieurs étapes, il fonde le Griqualand Est et la ville de Kokstad, sa capitale, aujourd'hui dans la province du KwaZulu-Natal.
Il meurt le 30 décembre 1875, des suites d'une chute d'un chariot à bœufs.